# Chorosomella
Chorosomella is een geslacht van wantsen uit de familie van de Miridae (Blindwantsen). Het geslacht werd voor het eerst wetenschappelijk beschreven door Géza Horváth in 1906.

## Soorten
Het genus bevat de volgende soorten:

- Chorosomella horvathi Kiritshenko, 1911
- Chorosomella jakowleffi Horváth, 1906